# Platyxanthus
Platyxanthus is een geslacht van kreeftachtigen uit de klasse van de Malacostraca (hogere kreeftachtigen).

## Soort
- Platyxanthus orbignyi (H. Milne Edwards & Lucas, 1843)